# Беглецы компьютерных сетей
«Беглецы компьютерных сетей» (либо «Электронные бойцы») — кинофильм категории B в жанре фантастического боевика, снятый режиссёром Эндрю Стивенсом. В Европе фильм выходил под названием Grid Runners. В европейский видеопрокат фильм вышел летом 1995 года, на американском видеорынке появился в январе 1996 года. Главную роль в фильме сыграл Дон «Дракон» Уилсон.

## Сюжет
Будущее. Наступивший киберпанк, всемирная сеть (в фильме называемая Grid) и виртуальная реальность.
С помощью компьютерных технологий и генной инженерии учёный-кибернетик Лоуренс Кэмерон создаёт в Сети живых людей, которыми можно управлять при помощи телепатии. В случае необходимости их можно уничтожить при помощи одной кнопки, стерев их. Для большинства людей Сеть становится аттракционом и игрой, а для шефа Кэмерона, жадного магната Барроуза — источником заработка. Компания Барроуза BurTech Industries предоставляет своим клиентам широкий выбор виртуальных развлечений в центре Cyber Station в Лас-Вегасе.
Главный герой — полицейский-перехватчик (англ. Grid Runner) из Невады Дэвид Куорри, в задачи которого входит патрулирование границы Невады и Аризоны на Плотине Гувера. Дэвид оттачивает в виртуальной реальности свои навыки кикбоксинга вместе со своим приятелем и коллегой по работе Джоном. Однажды Сеть даёт сбой, и в реальный мир пробирается психопат Данте, компьютерный воин-каратист из игры, в которую играют Дэвид и Джон. Внешнее управление над ним невозможно после того как он убивает своего создателя Кэмерона. Также Данте приобретает навыки телепатии, что позволяет ему управлять другими виртуальными людьми. Выбравшись на свободу, маньяк первым делом начинает сеять хаос и разрушения, убивая попутно нескольких блюстителей закона, включая Джона. Горя желанием отомстить, Дэвид решает уничтожить Данте.

## В ролях
- Дон «Дракон» Уилсон — Дэвид Куорри
- Майкл Бернардо — Данте
- Кен МакЛауд — Джон Гибсон, напарник Дэвида
- Афина Мэсси — Лиана, девушка из виртуального мира
- Стелла Стивенс — Мэри, полицейский диспетчер
- Лорен Аведон — Парнесс, начальник службы безопасности BurTech Industries
- Кэрри Митчем — Кэти Гибсон, жена Джона
- Турхан Бей — доктор Лоуренс Кэмерон
- Рип Тейлор — голографический рекламщик
- Майкл Дорн — голос Данте в виртуальном мире (озвучка)
- Ларри Пойндекстер — продавец билетов
- Ашок Амритрадж — охранник (камео)

## Производство
По словам актрисы Афины Мэсси, до съёмок фильма не имевшей опыта боевых искусств, все поединки и трюки она выполняла сама, без помощи дублёрши или каскадёров.

## Художественные особенности
Профессор-киновед Кристин Корнеа (англ. Christine Cornea) из Эдинбургского университета в своей монографии «Научно-фантастическое кино: Между фантастикой и реальностью» (англ. Science Fiction Cinema: Between Fantasy and Reality) отмечает, что названия фильма, Virtual Combat и Grid Runners, явно отсылают к более ранним «Бегущий по лезвию»  (англ. Blade Runner) и «Смертельная битва» (англ. Mortal Kombat), а также сравнила «Беглецов» с вышедшим в том же году фильмом «Виртуозность». Корнеа также указывает, что «в отличие от своих предшественников, Virtual Combat изначально отделяет футуристическое, захватывающее игровое пространство от диегетически реального мира».
В свою очередь, по мнению профессора Дэвида Сида (Ливерпульский университет), авторы этого низкобюджетного фильма, используя фигуру киборга в повествовании, более комплексно показывают расовую и культурную гибридность, чем мейнстримные фильмы на ту же тематику.

## Критика
Роберт Селлерс из Radio Times оценил фильм на одну звезду из пяти, написав:

«Неудачный и медлительный — даже боевые сцены разочаровывающе скучны — сценарий усугубляется безнадежным актёрским составом, за исключением звезды 1960-х Стеллы Стивенс, чей сын Эндрю справляется с режиссерской работой с не слишком твердой рукой.
Оригинальный текст (англ.)Luckless and plodding - even the action scenes are disappointingly dull - the script is worsened by the inclusion of a cast of no-hopers, save for the presence of 1960s siren Stella Stevens, whose son Andrew handles the directorial chores with a none-too-steady hand.

Рецензент издания TV Guide дал фильму в целом негативную оценку, раскритиковав режиссуру Эндрю Стивенса и актёрскую игру Дона Уилсона, отметив, при этом, интересную задумку «в духе Франкенштейна в виртуальной реальности». Сайт «Мория», специализирующийся на рецензиях фантастических фильмов, хорроров и фэнтези, выставил фильму оценку в 0 баллов, назвав отдельные сцены «смехотворными».